# Корчевое (Хойникский район)
Корчевое (бел. Карчо́вае) — деревня в Поселичском сельсовете Хойникского района Гомельской области Республики Беларусь.

## География

### Расположение
В 2 км на восток от районного центра и железнодорожной станции Хойники (на ветке Василевичи — Хойники от линии Гомель — Калинковичи), в 105 км от Гомеля.

### Гидрография
На востоке и юге мелиоративные каналы, соединённые с рекой Припять (приток реки Днепр).

## Транспортная сеть
Транспортные связи по просёлочной, а затем автодорогам, которые идут от Хойники. Планировка состоит из прямолинейной улицы, ориентированной с юго-запада на северо-восток, застроенной двусторонне деревянными усадьбами.

## История
По письменным источникам Корчёвое известно с 1600 года как селение в Остроглядовском имении Щастного Харлинского, размещалось в Киевском воеводстве Королевства Польского. С тех пор и до реформенного периода (1860-е гг.) деревня принадлежала тем же владельцам, что и Хойники с Остроглядами, т. е. после Харлинских, с 1624 г. – Николаю Абрамовичу, Максимилиану Брозовскому, князьям Шуйским, семейству Прозоров. С 1793 г. – в границах Речицкого уезда Черниговского наместничества, с 1797 г. Минской губернии Российской империи.
В ревизии 1795 г. различаются Большое и Малое Корчёвое, которые пребывали в заставе у Юстина Фурса.
В 1879 году обозначена в числе селений Хойникского церковного прихода. Согласно переписи 1897 года действовали школа грамоты, хлебозапасный магазин.
С 8 декабря 1926 года до 16 июля 1954 года центр Корчёвского сельсовета Хойникского района Речицкого, с 9 июня 1926 года Гомельского (до 26 июля 1930 года) округов, с 20 февраля 1938 года Полесской, с 8 января 1954 года Гомельской областей.
В 1930 году организован колхоз «Социализм», работала кузница. Во время Великой Отечественной войны действовало патриотическое подполье (руководитель М.А. Колос).
В 1938 году деревня Корчевое (бел. Карчовае) переименована в Корчев (бел. Карчоў).
Согласно переписи 1959 года в составе колхоза «Рассвет» (центр — деревня Поселичи). Располагались клуб, библиотека, фельдшерско-акушерский пункт.

## Население

### Численность
- 2021 год  — 96 жителей, 44 хозяйства

### Динамика
- 1850 год — 144 жителя, 22 двора
- 1897 год — 331 житель, 46 дворов (согласно переписи)
- 1930 год — 296 жителей, 56 дворов
- 1959 год — 386 жителей (согласно переписи)
- 2004 год — 64 хозяйства, 116 жителей
- 2021 год — 96 жителей, 44 хозяйства